# دنی سگوویا
دنی سگوویا (انگلیسی: Dani Segovia؛ زادهٔ ۲۳ مهٔ ۱۹۸۵) بازیکن فوتبال اهل اسپانیا است.
از باشگاه‌هایی که در آن بازی کرده‌است می‌توان به باشگاه فوتبال رایو وایکانو، باشگاه فوتبال سنت پولتن، باشگاه فوتبال ولفسبرگر، باشگاه فوتبال فوئنلابرادا، و باشگاه فوتبال آدمیرا واکر مودلینگ اشاره کرد.